# Ermen Benítez
Ermen de Jesús Benítez Mesías (Esmeraldas, 4 maggio 1961) è un ex calciatore ecuadoriano, di ruolo attaccante. Figura al primo posto della classifica dei realizzatori della Primera Categoría Serie A. È il padre di Christian Benítez.

## Caratteristiche tecniche
Giocò come attaccante, più precisamente come centravanti. Il suo punto di forza era il gioco aereo: era abile nei colpi di testa e marcò molte delle sue reti in tal modo. Era anche dotato di opportunismo in area di rigore.

## Carriera

### Club
Soprannominato La Pantera, debuttò nella prima squadra dell'El Nacional nel 1980, a diciannove anni. Con il club della capitale, Benítez si mise ben presto in evidenza per il numero di gol segnati; nel 1986-1987 si trasferì in Europa, agli spagnoli dello Xerez, divenendo così il primo calciatore ecuadoriano a giocare nel vecchio continente. Tornato in patria dopo una stagione in Segunda División con 8 presenze e un gol, Benítez si ricongiunse all'El Nacional, con cui rimase fino al 1990; dopo 154 gol, quattro titoli di massima divisione ed essere stato tre volte capocannoniere del campionato, lasciò la società per trasferirsi al Barcelona. Con questa nuova società vinse un altro trofeo e realizzò in tutto diciannove reti. Proseguì la sua militanza in Serie A ecuadoriana fino al 1995, accumulando 191 reti e divenendo il miglior marcatore di tutti i tempi della categoria.

### Nazionale
Debuttò in Nazionale il 30 novembre 1984. Fu convocato per la prima volta per una competizione ufficiale in occasione della Copa América 1989, ove fu utilizzato esclusivamente come subentrato, facendo il suo ingresso a partita in corso in tutte le quattro partite disputate dalla sua selezione Ciò nonostante, riuscì comunque ad andare a segno contro l'Uruguay, undici minuti dopo essere entrato, dando così la vittoria all'Ecuador. La sua ultima presenza internazionale risale al 3 settembre 1989.

## Palmarès

### Club

#### Competizioni nazionali
- Campionato ecuadoriano: 5

El Nacional: 1982, 1983, 1984, 1986
Barcelona: 1991

### Individuale
- Capocannoniere della Primera Categoría Serie A: 3

1987 (23 gol), 1989 (23 gol), 1990 (28 gol)